# King's Stanley
King's Stanley è un villaggio e parrocchia civile dell'Inghilterra, appartenente alla contea del Gloucestershire.